# Brekovica
Brekovica är en ort i Bosnien och Hercegovina.   Den ligger i entiteten Federationen Bosnien och Hercegovina, i den västra delen av landet, 230 km nordväst om huvudstaden Sarajevo. Brekovica ligger 401 meter över havet och antalet invånare är 1 809.
Terrängen runt Brekovica är platt åt nordväst, men åt sydost är den kuperad. Runt Brekovica är det ganska tätbefolkat, med 93 invånare per kvadratkilometer.. Närmaste större samhälle är Bihać, 7,5 km söder om Brekovica. 
I omgivningarna runt Brekovica växer i huvudsak lövfällande lövskog.